# Xanthyris planilimbata
Xanthyris planilimbata är en fjärilsart som beskrevs av W. Warren 1905. Xanthyris planilimbata ingår i släktet Xanthyris och familjen mätare. Inga underarter finns listade i Catalogue of Life.